# Loksa (stad)
Loksa is een stad in de Estlandse provincie Harjumaa. Ze vormt een stadsgemeente met 2.536 inwoners op 1 januari 2024 en een oppervlakte van 3,82 vierkante kilometer.
De rivier Valgejõgi komt in Loksa uit in de Finse Golf. Aan de landkant  wordt de stad volledig omgeven door de landelijke gemeente Kuusalu die qua oppervlakte vele malen groter is.

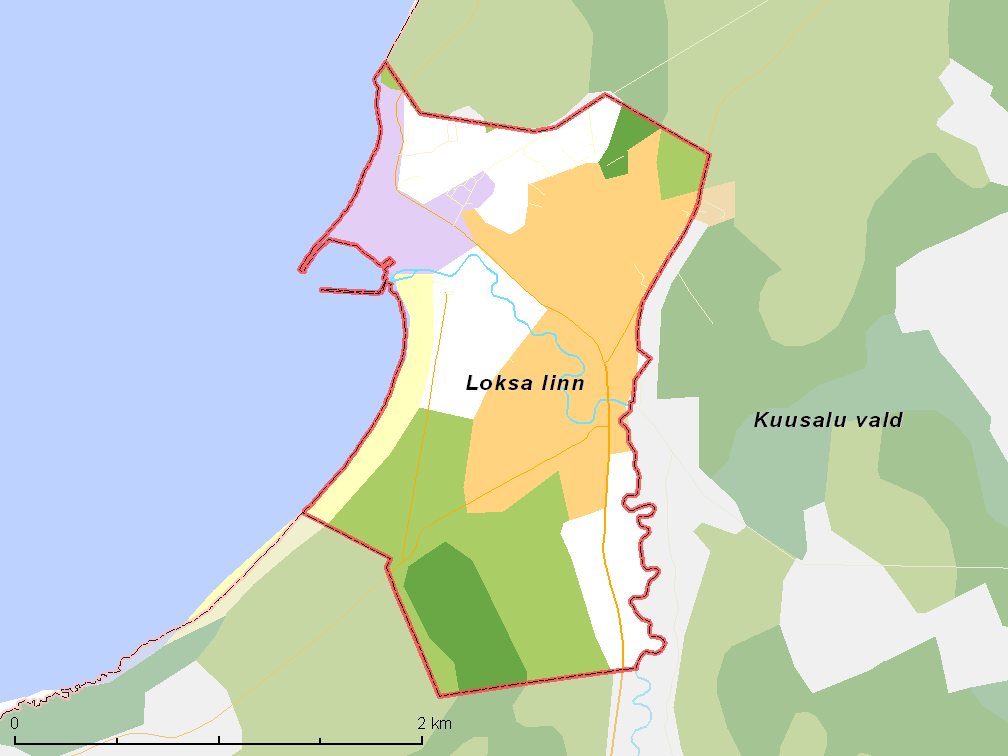
Loksa, omsloten door Kuusalu

## Geschiedenis
Het gebied dat nu de stad Loksa is, hoorde van oudsher bij het dorp Loksa in de gemeente Kuusalu, ten oosten van de huidige stad. Ook Kotka, ten zuiden van het dorp Loksa, maakte deel uit van het dorp. In de 19e eeuw lagen er vier boerderijen waar nu de stad is. In 1874 liet een lid van de familie Stenbock in dit gebied een baksteenfabriek bouwen. Rondom deze fabriek ontstond een nederzetting, die in 1948 de status van alev (kleine stad) kreeg. In 1993 kreeg Loksa stadsrechten.
Sinds 1905 is er in Loksa een scheepswerf, anno 2022 is dat de grootste werkgever in de stad. De baksteenfabriek sloot in 1981.
Stadsgemeenten: Keila · Loksa · Maardu · Tallinn

Landgemeenten: Anija · Harku · Jõelähtme · Kiili · Kose · Kuusalu · Lääne-Harju · Raasiku · Rae · Saku · Saue vald · Viimsi